# 23회 농심 신라면배 세계바둑 최강전
23회 농심 신라면배 세계바둑 최강전은 대한민국, 중국, 일본의 대항전으로, 온라인 대국으로 진행한다.  

## 대국 결과
| 대국 | 연도   | 대국일자  | 차전  | 장소            | 승자             | 패자                 | 결과            | 기보 |
| ---- | ------ | --------- | ----- | --------------- | ---------------- | -------------------- | --------------- | ---- |
| 1    | 2021년 | 10월 11일 | 1차전 | 인터넷 원격대국 | 원성진 九단      | 시바노 도라마루 九단 | 155수 흑 불계승 |      |
| 2    | 2021년 | 10월 12일 | 1차전 | 인터넷 원격대국 | 리웨이칭 九단    | 원성진 九단          | 180수 백 불계승 |      |
| 3    | 2021년 | 10월 13일 | 1차전 | 인터넷 원격대국 | 쉬자위안 九단    | 리웨이칭 九단        | 253수 흑 불계승 |      |
| 4    | 2021년 | 10월 14일 | 1차전 | 인터넷 원격대국 | 박정환 九단      | 쉬자위안 九단        | 182수 백 불계승 |      |
| 5    | 2021년 | 11월 26일 | 2차전 | 인터넷 원격대국 | 판팅위 九단      | 박정환 九단          | 155수 흑 불계승 |      |
| 6    | 2021년 | 11월 27일 | 2차전 | 인터넷 원격대국 | 이야마 유타 九단 | 판팅위 九단          | 182수 백 불계승 |      |
| 7    | 2021년 | 11월 28일 | 2차전 | 인터넷 원격대국 | 이야마 유타 九단 | 변상일 九단          | 140수 백 불계승 |      |
| 8    | 2021년 | 11월 29일 | 2차전 | 인터넷 원격대국 | 이야마 유타 九단 | 리친청 九단          | 272수 백 불계승 |      |
| 9    | 2021년 | 11월 30일 | 2차전 | 인터넷 원격대국 | 이야마 유타 九단 | 신민준 九단          | 151수 흑 불계승 |      |
| 10   | 2022년 | 2월 21일  | 3차전 | 인터넷 원격대국 | 미위팅 九단      | 이야마 유타 九단     | 200수 백 불계승 |      |
| 11   | 2022년 | 2월 23일  | 3차전 | 인터넷 원격대국 | 신진서 九단      | 미위팅 九단          | 214수 백 불계승 |      |
| 12   | 2022년 | 2월 24일  | 3차전 | 인터넷 원격대국 | 신진서 九단      | 위정치 八단          | 152수 백 불계승 |      |
| 13   | 2022년 | 2월 25일  | 3차전 | 인터넷 원격대국 | 신진서 九단      | 커제 九단            | 228수 백 불계승 |      |
| 14   | 2022년 | 2월 26일  | 3차전 | 인터넷 원격대국 | 신진서 九단      | 이치리키 료 九단     | 188수 백 불계승 |      |

결과 : 대한민국 우승(6승 4패), 일본 준우승(5승 5패), 중국 3위(3승 5패)
1. ↑  2월 22일 경기에서 신진서의 167수 이후 미위팅의 168번째 수가 착점이 안되어 미위팅의 시간패가 나왔으나 중국측의 강력한 항의로 인한 판정의 번복으로 인해 23일 재대국 결정이 났다.